# 9326 Рута
9326 Рута (9326 Ruta) — астероїд головного поясу, відкритий 26 вересня 1989 року.
Тіссеранів параметр щодо Юпітера — 3,322.